# 广瑞路街道
广瑞路街道，是中华人民共和国江苏省无锡市梁溪区下辖的一个乡镇级行政单位。2021年10月20日，撤销广益街道、广瑞路街道、上马墩街道、江海街道，设立新的广益街道。

## 行政区划
广瑞路街道下辖以下地区：
广瑞一村社区、广瑞二村社区、广益新村社区、广丰三村社区和广丰新村社区。